# 勝田四方蔵
勝田 四方蔵（しょうだ よもぞう、1845年12月18日（弘化2年11月20日） - 1918年（大正7年）7月7日）は、日本の陸軍軍人、政治家、華族。栄典は正三位勲一等功三級。最終階級は陸軍中将。貴族院男爵議員。

## 経歴
長州藩士・勝田光忠（七三郎）の三男として生まれる。維新後は陸軍に奉職し、明治5年3月15日（1872年4月22日）、陸軍中尉に任官。西南戦争では第3旅団参謀をつとめた。
1884年（明治17年）3月、工兵第1方面提理に就任。続いて1887年（明治20年）6月、工兵会議議長となり、工兵科の成長に携わった。
1894年（明治27年）11月、第2軍工兵部長に発令され、日清戦争に出征。少将進級後の1895年（明治28年）4月、下関要塞司令官に就任し、以後、東京湾要塞司令官、二度目の下関要塞司令官を歴任した。中将昇進後の1901年（明治34年）に休職。
1904年（明治37年）2月、留守第12師団長として復帰し日露戦争を迎えた。1907年（明治40年）3月予備役に編入され、同年9月21日、男爵を叙爵し華族となり、貴族院男爵議員を1911年（明治44年）7月10日から死去するまで勤めた。

## 年譜
- 明治5年（1872年）
  - 3月15日（4月22日） - 陸軍中尉任官
  - 8月23日 - 大尉
- 1877年6月7日 - 少佐
- 1884年（明治17年）3月3日 - 工兵中佐、工兵第1方面提理
- 1887年（明治20年）
  - 6月3日 - 工兵会議議長
  - 7月4日 - 建築法審査委員被仰付[7]
  - 11月16日 - 大佐
- 1889年（明治22年）11月2日 - 工兵第2方面提理
- 1894年（明治27年）9月25日 - 第2軍工兵部長
- 1895年（明治28年）
  - 1月4日 - 陸軍少将[8]。
  - 4月6日 - 下関要塞司令官
- 1897年（明治30年）10月23日 - 東京湾要塞司令官
- 1899年（明治32年）3月13日 - 下関要塞司令官
- 1900年（明治33年）5月22日 - 陸軍中将
- 1901年（明治34年）6月26日 - 休職
- 1904年（明治37年）2月5日 - 留守第12師団長
- 1906年（明治39年）2月13日 - 休職
- 1907年（明治40年）
  - 3月2日 - 予備役編入
  - 4月1日 - 後備役編入[9]

## 栄典
位階
- 1884年（明治17年）4月24日 - 正六位 [10]
- 1890年（明治23年）1月17日 - 従五位[11]
- 1895年（明治28年）2月28日 - 正五位[12]
- 1900年（明治33年）6月11日 - 従四位[13]
- 1907年（明治40年）5月31日 - 正四位[14]
- 1916年（大正5年）9月30日 - 従三位[15]
- 1918年（大正7年）7月8日 - 正三位[16]

勲章等
- 1885年（明治18年）11月19日 - 勲三等旭日中綬章[17]
- 1889年（明治22年）11月29日 - 大日本帝国憲法発布記念章[18]
- 1895年（明治28年）8月20日 -  功四級金鵄勲章、 勲二等瑞宝章[19]
- 1906年（明治39年）4月1日 - 勲一等旭日大綬章・功三級金鵄勲章・明治三十七八年従軍記章[20]
- 1907年（明治40年）9月21日 - 男爵 [21]
- 1915年（大正4年）11月10日 - 大礼記念章（大正）[22]

## 親族
- 嗣子・太郎 - 陸軍歩兵大佐[1]、1917年3月31日死去[23]。
  - 妻 勝田クリ（野村素介二女）[1][3]
- 孫 勝田二郎 - 鉄道書記官[1]、太郎二男[3]。1918年8月10日、男爵襲爵[24]。